# Twistringen
Twistringen là một thị xã ở huyện Diepholz, bang Niedersachsen, Đức. Đô thị này có diện tích 114,22 km². Đô thị này có cự ly khoảng 30 km về phía đông bắc của Diepholz, và 30 km về phía tây nam của Bremen. Twistringen cách 36 km so với Sân bay Bremen.

## Người Twistringen nổi tiếng
- Hartwig Steenken (1941 - 1978), vận động viên trượt tuyết
- May Spils (1941 -), đạo diễn phim
- Brigitte Seebacher-Brandt (1946 -), nhà lịch sử
- Reinhold Beckmann (1956 -), truyền hình
- Karl-Thomas Neumann, CEO Continental AG